# Analysis Paralysis
Analysis Paralysis è il settimo album in studio del gruppo musicale statunitense Four Year Strong, pubblicato il 9 agosto 2024.

## Tracce
1. aftermath/afterthought – 2:26
2. bad habit – 2:51
3. maybe it's me – 3:38
4. uncooked – 3:14
5. out of touch – 2:54
6. daddy of mine – 2:23
7. dead end friend – 2:44
8. paranoia – 2:27
9. STFIL – 2:46
10. rollercoaster – 3:16
11. better get better – 3:08
12. how do i let you go? – 3:37

## Formazione
- Alan Day – voce, chitarre
- Dan O'Connor – voce, chitarre
- Joe Weiss – basso, cori
- Jake Massucco – batteria